# فرودگاه فیلیپس فلایینگ رنچ
 فرودگاه فیلیپس فلایینگ رنچ (به انگلیسی: Phillips Flying Ranch Airport) یک فرودگاه همگانی است که یک باند فرود چمن دارد و طول باند آن ۱۰۱۹ متر است. این فرودگاه در کشور ایالات متحده آمریکا قرار دارد و در ارتفاع ۱۵۲ متری از سطح دریا واقع شده است.